# Riccardo Campa (sociologo)
Riccardo Campa (Mantova, 4 maggio 1967) è un sociologo e filosofo italiano che vive e lavora a Cracovia.
È conosciuto soprattutto per i suoi studi nel campo dell'etica della scienza, della futurologia e del transumanesimo. È attualmente Professore straordinario di sociologia all'Università Jagellonica di Cracovia, dove insegna Futures Analysis presso la Scuola di dottorato “Society of the Future” e dirige il Centro di Ricerche sulla Storia delle idee. È presidente onorario dell'Associazione Italiana Transumanisti e membro del consiglio scientifico dell'Italian Institute for the Future.

## Studi
Laureato in Scienze politiche nel 1990 e in Filosofia nel 1994 all'Università di Bologna, Riccardo Campa ha conseguito il titolo di Giornalista professionista presso l'Ordine dei giornalisti di Roma nel 1995, il dottorato in Epistemologia all'Università Nicolaus Copernicus di Torun nel 1999 e l'abilitazione in Sociologia all'Università Jagellonica di Cracovia nel 2009. Nell'ambito della sociologia della scienza, è annoverato tra gli allievi di Robert K. Merton, fondatore di questa disciplina. A differenza di alcuni continuatori della scuola costruttivista, Merton ha sempre mostrato un atteggiamento positivo nei confronti delle scienze, e Campa è rimasto fedele a questa impostazione. A tal proposito, il filosofo argentino-canadese Mario Bunge ha rimarcato il fatto che «Campa è uno degli ultimi esemplari rimasti di una specie in estinzione: lo studioso pro-scienza della comunità scientifica».

## Pensiero
I suoi studi si sono concentrati sull'impatto sociale delle nuove tecnologie, sugli scenari dell'evoluzione autodiretta resa possibile dalle tecnologie emergenti e convergenti GRIN (acronimo per Genetica, Robotica, Informatica e Nanotecnologia) e, più recentemente, sull'automazione del lavoro e gli scenari della disoccupazione tecnologica.
Ha difeso la tesi del transumanesimo, soprattutto in seguito alla polemica avviata, nel 2005, da Francis Fukuyama, all'epoca consigliere per la bioetica del presidente statunitense George W. Bush, che definì il transumanesimo «l'idea più pericolosa del mondo», in quanto nuova forma di biopolitica che, pur essendo liberale e non coercitiva, rischierebbe di minare il concetto di uguaglianza tra gli uomini. Campa ha all'opposto difeso le idee transumaniste in numerose pubblicazioni, interviste e dibattiti pubblici, apparendo talvolta anche in televisione, e sostenendo che le GRIN non rappresentano un rischio inutile, come lasciano intendere i critici, ma un'opportunità di sviluppo in linea con l'atteggiamento prometeico che caratterizza la storia della civiltà occidentale. Le sue valutazioni, sull'opportunità di allungare la vita media e potenziare le facoltà mentali e fisiche dell'uomo, sono soprattutto di ordine etico e sociale.
I suoi studi sull'automazione del lavoro e la disoccupazione tecnologica hanno avuto ampia eco: il suo libro Still Think Robots Can't Do Your Job?: Essays on Automation and Technological Unemployment è stato segnalato dal futurologo e tecnologo Ray Kurzweil, mentre le tesi di La società degli automi, in particolare sull'esigenza di introdurre forme di reddito di base per compensare la crescita della disoccupazione tecnologica, sono state appoggiate in Italia da Claudio Cominardi (autore della prefazione).
Nel novembre 2020 è stato insignito dalla Commissione nazionale per l'Istruzione della Polonia della prestigiosa Medaglia Komisji Edukacji Narodowej, onorificenza istituita nel 1773 per premiare i più insigni docenti di scuola e università, autori di opere fondamentali per l'educazione, attivisti sociali nel campo della formazione. 

## Opere
È autore di numerosi articoli e saggi, tra i quali spiccano sette libri monografici:
- Epistemological Dimensions of Robert Merton's Sociology (Copernicus University Press, 2001)
- Il filosofo è nudo (Marszalek, 2001)
- Etica della scienza pura (Sestante Edizioni, 2007)
- Mutare o perire. La sfida del transumanesimo (Sestante Edizioni, 2010)
- Le armi robotizzate del futuro. Il problema etico (CEMISS, 2011)
- Trattato di filosofia futurista (Avanguardia 21 Edizioni, 2012)
- La specie artificiale. Saggio di bioetica evolutiva (D Editore, 2013)
- La rivincita del paganesimo. Una teoria della modernità (D Editore, 2014)
- Creatori e Creature. Anatomia dei movimenti pro e contro gli OGM (D Editore, 2016)
- La società degli automi. Studi sulla disoccupazione tecnologica e sul reddito di cittadinanza (D Editore, 2017)
- Still Think Robots Can't Do Your Job?: Essays on Automation and Technological Unemployment (D Editore, 2018)
- Credere nel futuro: Il lato mistico del transumanesimo (Orbis Idearum Press, 2019)

È inoltre curatore della serie "Divenire. Rassegna di studi interdisciplinari sulla tecnica e il postumano".